# Thermomètre à mercure

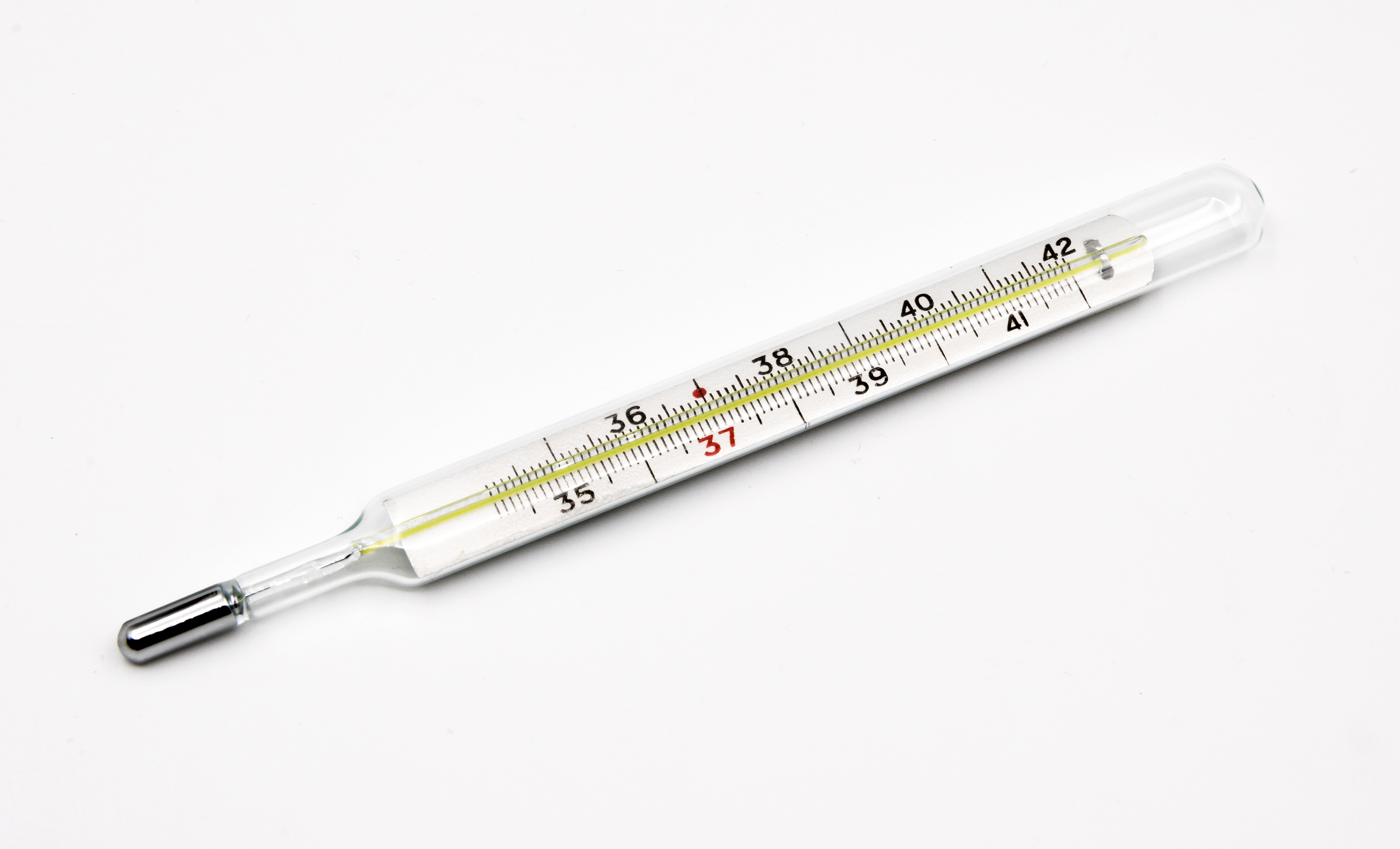
Thermomètre médical à mercure

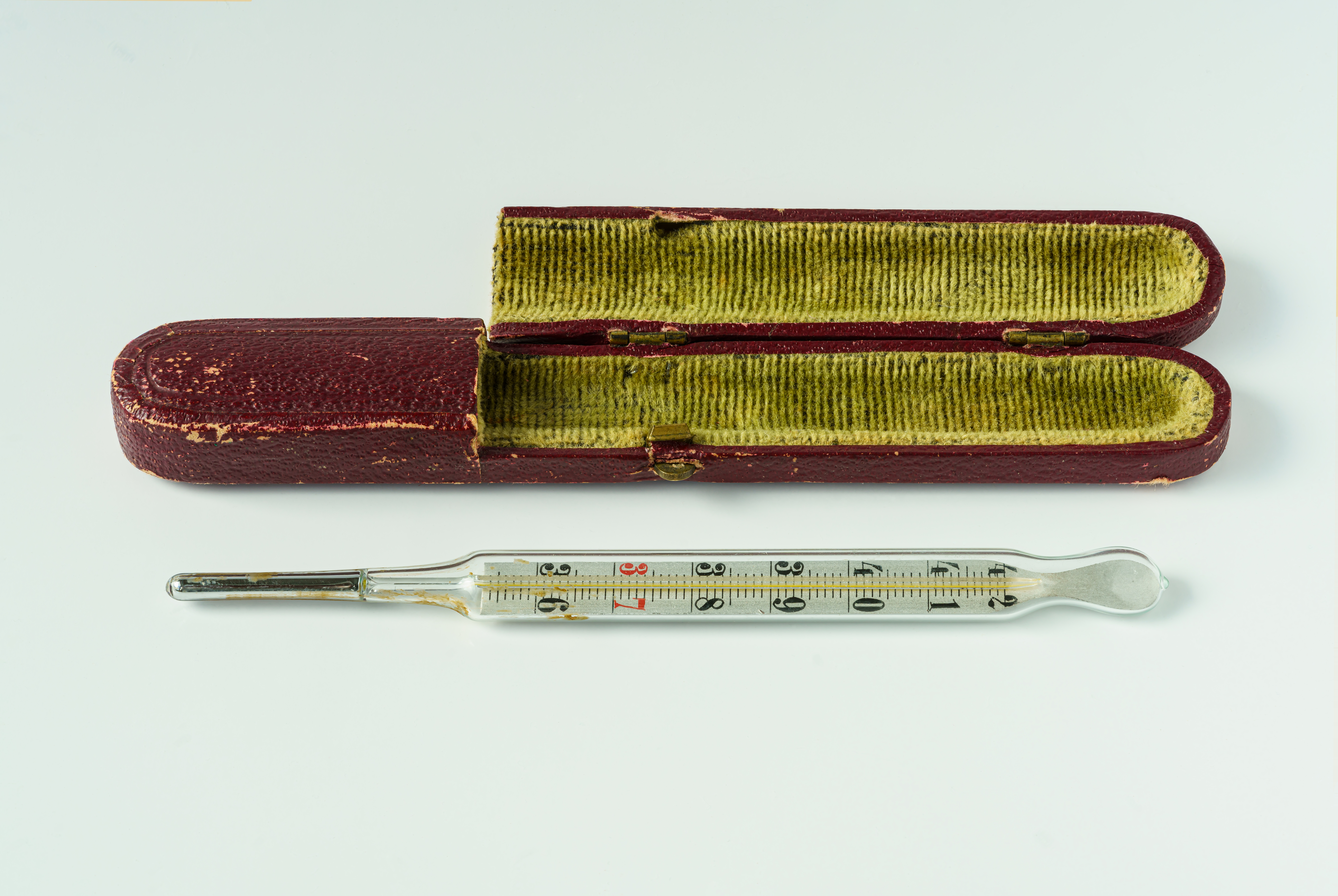
Thermomètre médical à mercure avec sa boite ; fabriqué en Allemagne avant 1920 ; les chiffres sont peints à la main de façon à pouvoir être lus lorsque le thermomètre est en position verticale.

Le thermomètre à mercure a été inventé par Gabriel Fahrenheit en 1724. Son fonctionnement repose sur du mercure contenu dans un tube de verre. Le volume du mercure, donc la longueur de la colonne dans le tube, est fonction de sa température. On peut lire cette dernière grâce à des graduations inscrites le long du tube. Pour augmenter la sensibilité du thermomètre, une ampoule plus large que le tube est formée à l'une de ses extrémités et remplie de mercure ; les petites variations de volume du mercure se traduisent alors par de grands déplacements de l'extrémité de la colonne. L'autre extrémité du tube est remplie d'azote, à une pression plus faible que la pression atmosphérique.

## Thermomètre à maximum

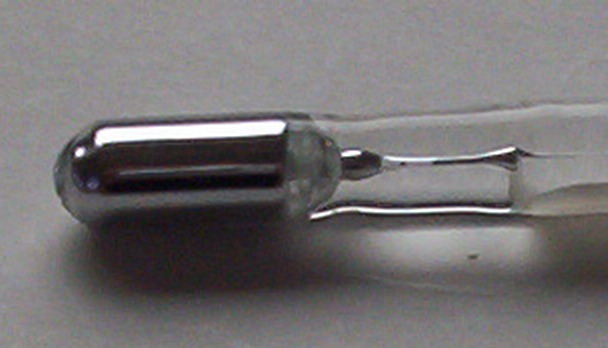
Vue rapprochée sur le rétrécissement d'un thermomètre à maximum. On voit la rupture dans la colonne de mercure.

Un thermomètre à maximum est un type de thermomètre à mercure dans lequel le tube de verre est rétréci sur une petite longueur à proximité de l'ampoule. Quand la température monte, le mercure est poussé à travers le rétrécissement. Quand la température baisse ensuite, le mercure de l'ampoule se contracte et la colonne se brise dans la partie rétrécie. Le mercure contenu dans le tube reste alors coincé. On peut donc attendre pour lire la température maximale atteinte, ce qui augmente l'utilisabilité du thermomètre en particulier dans les utilisations médicales. Pour remettre le mercure dans l'ampoule il faut exercer une force significative sur lui, soit avec une secousse soit en utilisant la force centrifuge.

## Dangers liés aux thermomètres à mercure
Le reproche fait au thermomètre à mercure tient notamment en ce qu'il représente un danger en cas de bris, ce qui arrive très fréquemment chez les particuliers et en milieu hospitalier. Non sans négliger « les risques infectieux liés au nettoyage insuffisant de l'appareil, mais non spécifiques au thermomètre à mercure », le risque lié au bris est le plus à redouter. Le bris est lié soit aux manipulations (lors du « secouage » pour la remise du thermomètre à zéro), soit aux mouvements du malade lors d'une prise de température correcte qui peut nécessiter plusieurs minutes. L'instrument peut aussi être « oublié » et être cassé par mégarde par le patient.
Les spécialistes notent que ces bris, anodins d'apparence, « occasionnent des rejets mercuriels susceptibles d'avoir des incidences sur la santé ». Ces mêmes spécialistes avancent que le bris d'un thermomètre à mercure peut provoquer des lésions traumatiques locales (perforations...) et des plaies cutanées. Ces plaies resteront bénignes « tant qu'il n'y a pas de contact avec le mercure. » En cas de contact, il y a une réaction inflammatoire et un risque toxique. L'autre risque direct, c'est l'ingestion de mercure par un enfant.
Il est également des risques indirects par le biais des vapeurs de mercure. Ce risque est loin d'être négligeable, même s'il peut paraître limité aux yeux du néophyte compte tenu du volume concerné (un thermomètre domestique contenant environ 2 grammes de mercure, soit 0,1 cm3). Il est particulièrement redoutable dans les pièces où évoluent les enfants (les plus vulnérables à ce neurotoxique) et dans les chambres des malades, c'est-à-dire en milieux fermés, peu aérés, chauffés. Un bris de thermomètre dégage des vapeurs toxiques directement inhalées par les occupants de la salle. En pareille circonstance, la pire des solutions consisterait à utiliser l'aspirateur. L'engin chauffe alors le mercure, le vaporise et recontamine d'autres pièces à chaque utilisation, selon des proportions liées à la dimension de la pièce concernée. Il ne convient pas non plus de le placer dans une poubelle domestique d'où il va s'évaporer en contaminant l'air intérieur. Faute de mieux, les débris et le mercure doivent être placés (sans les toucher) dans un sac plastique hermétique à l'aide de morceaux de papier qui seront eux-mêmes jetés dans le sac qui sera placé à l'extérieur de la maison.

## Suppression progressive des thermomètres à mercure

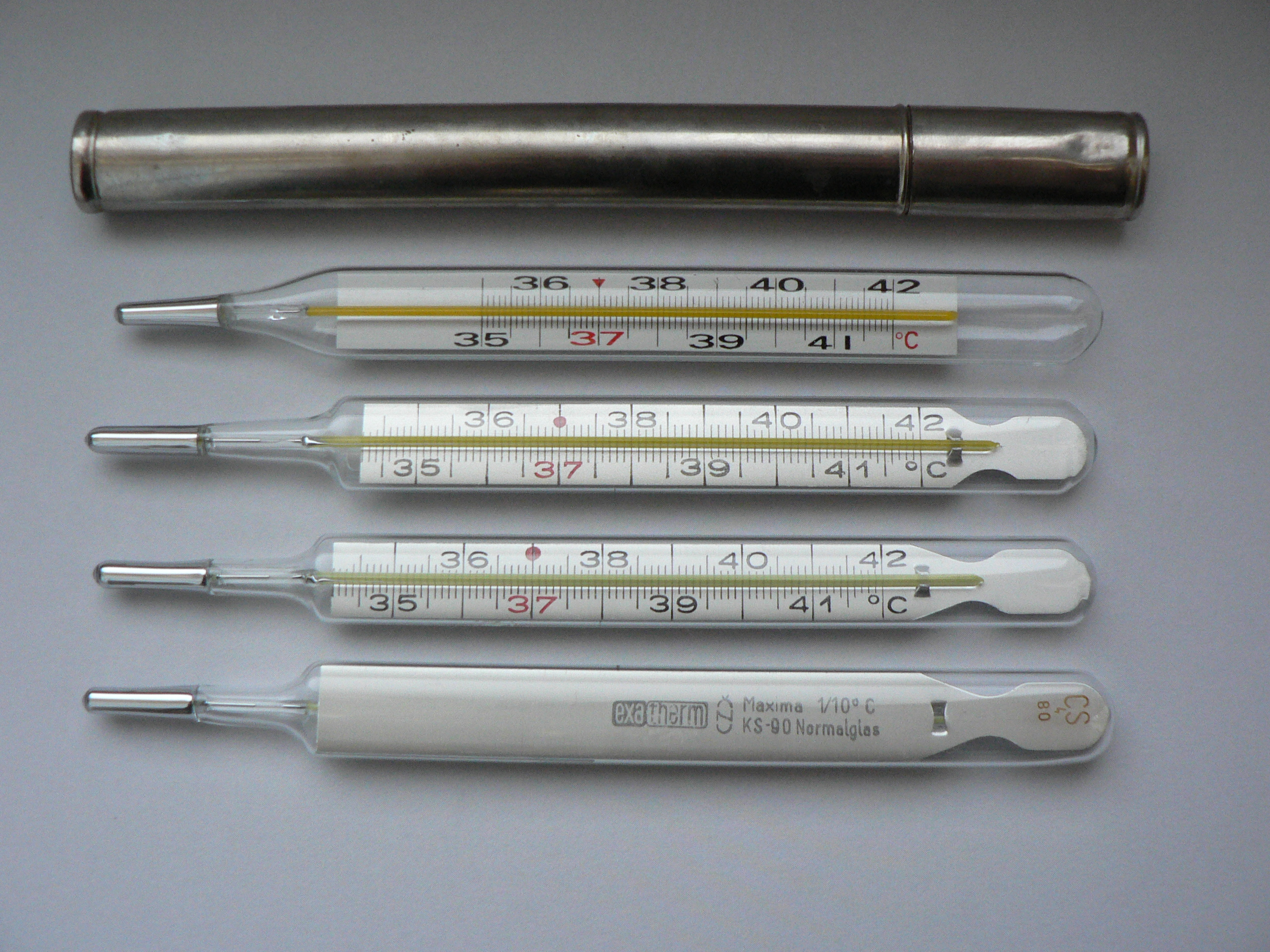
Thermomètres à mercure

### En France
Un arrêté du 24 décembre 1998 interdit à la vente les thermomètres médicaux à mercure destinés à mesurer la température interne de l'homme. Pour renforcer cette mesure, une circulaire ministérielle interdit l'utilisation de ce genre de thermomètres dans les hôpitaux français depuis septembre 1999.
À cette date, on estimait à plus de 15 millions le nombre de thermomètres à mercure en usage dans les ménages français. La même source indiquait qu'il fallait plusieurs années pour que ce stock soit progressivement remplacé par des thermomètres électroniques ou à infrarouge, conçus comme des produits de remplacement depuis les années 1970. Concernant les thermomètres hospitaliers, la situation était différente : on considère que la durée de vie moyenne d'un thermomètre n'y excède pas deux mois (dans ces conditions, il faut compter au moins six thermomètres par lit et par an). Finalement, on consommait en France près de 5 millions de thermomètres à mercure par an. Neuf accidents sur dix avaient lieu dans les hôpitaux.[réf. nécessaire]

### Dans l'Union européenne
Dans l'Union européenne, la commercialisation de thermomètre à mercure est interdite par une directive du 10 juillet 2007.

## Substitution des thermomètres à mercure
Les thermomètres électroniques présentant certains inconvénients, le modèle standard de thermomètre à mercure a pu être conservé en remplaçant le mercure par du galinstan, un alliage de gallium (Ga), d'indium (In) et d'étain (Sn).